# Де ла Крус, Бетания
Бетания де ла Крус де Пенья (исп. Bethania de la Cruz de Peña; род. 13 мая 1987, Санто-Доминго, Доминиканская Республика) — доминиканская волейболистка. Нападающая-доигровщица.

## Биография
Волейболом Бетания де ла Крус начала заниматься в 15-летнем возрасте в Олимпийском центре столицы Доминиканской Республики Санто-Доминго по инициативе своего двоюродного брата и подруги. Уже через два года была принята в состав ведущей волейбольной команды страны «Мирадор», с которой в 2005 стала серебряным призёром национального первенства, а в 2006 — чемпионкой Доминиканской Республики. С 2006 года Бетания де ла Крус на клубном уровне практически неизменно играет за пределами своей страны. До 2014 она выступала в чемпионатах Пуэрто-Рико, Японии и Южной Кореи, где регулярно признавалась лучшим игроком сезона и входила в символические сборные ведущих лиг этих стран. В декабре 2010 де ла Крус на короткое время вернулась в «Мирадор» для участия в клубном чемпионате мира.
29 января 2012 года в матче чемпионата Японии Бетания де ла Крус показала выдающуюся результативность в игре её команды «Дэнсо Эйрибис» против «JT Марвелуз», набрав 51 очко, а через неделю побила мировой рекорд в поединке «Дэнсо Эйрибис» и «Хисамицу Спрингс», набрав уже 54 очка. Был превзойдён рекорд хорватки Барбары Елич (53 очка), установленный ею в полуфинале чемпионата Европы 1999 года. Достижение де ла Крус было побито болгаркой Василевой в декабре 2013 в одном из матчей чемпионата Южной Кореи — 57 результативных баллов.
За два с половиной месяца до этого события 12 ноября 2011 года в матче Кубка мира, в котором играли сборные Доминиканской Республики и Германии, Бетания де ла Крус 42 добытыми ею очками установила рекорд результативности в розыгрышах Кубка. Всего же на турнире волейболистка стала самым результативным игроком, набрав за 11 игр 228 очков.
В сезоне 2014/2015 де ла Крус выступала за одну из сильнейших европейских и турецких команд — стамбульский «Эджзаджибаши», в составе которой выиграла Лигу чемпионов ЕКВ, войдя в символическую сборную финального турнира в качестве одной из двух нападающих-доигровщиц, клубный чемпионат мира и «бронзу» чемпионата Турции.
Из-за травмы плеча и последовавшей операции Бетания де ла Крус пропустила сезон 2015/2016, а в декабре 2016 заключила контракт с московским «Динамо», в составе которого стала чемпионкой России.
С 2005 Бетания де ла Крус выступает за национальную сборную Доминиканской Республики. За это время она собрала внушительную коллекцию различных наград соревнований континентального уровня. Спортсменка 7 раз выигрывала медали чемпионатов NORCECA (3 раза золотые — в 2009, 2019 и 2021 годах), 11 раз — розыгрышей Панамериканского Кубка (трижды золотые), дважды золотые на Центральноамериканских и Карибских играх, дважды золотые (в 2019 и 2023) и бронзовые (в 2015) на Панамериканских играх. Многократно де ла Крус признавалась лучшим игроком в различных номинациях и входила в символические сборные на этих турнирах. В 2011 она также отличилась и на Кубке мира, став лучшей подающей и самым результативным игроком розыгрыша.
С 2013 года Бетания де ла Крус — капитан сборной Доминиканской Республики.

### Клубная карьера
- 2004—2006 —  «Мирадор» (Санто-Доминго);
- 2006—2007 —  «Вакерос де Баямон» (Баямон);
- 2007—2008 —  «Торэй Эрроуз» (Оцу);
- 2008—2009 —  «GS Колтекс» (Сеул);
- 2010 —  «Мирадор» (Санто-Доминго);
- 2010—2011 —  «Криольяс де Кагуас» (Кагуас);
- 2011—2012 —  «Дэнсо Эйрибис» (Нисио);
- 2012—2014 —  «GS Колтекс» (Сеул);
- 2014—2015 —  «Эджзаджибаши» (Стамбул);
- 2016—2017 —  «Динамо» (Москва);
- 2017—2018 —  «Савино Дель Бене» (Скандиччи);
- 2018—2019 —  «Джакарта Пертамина Энерджи» (Джакарта)[4];
- 2019—2020 —  «Динамо-Казань» (Казань);
- 2021—2022 —  «Алтай» (Усть-Каменогорск).
- 2023—2024 —  «Омаха Суперновас» (Омаха).
- с 2024 —  «Джакарта Попсиво Полван».

## Достижения

### С клубами
- чемпионка Доминиканской Республики 2006;
  - серебряный призёр чемпионата Доминиканской Республики 2005.
- чемпионка Японии 2008;
  - бронзовый призёр чемпионата Японии 2012.
- победитель розыгрыша Кубка императрицы Японии 2007.
- чемпионка Южной Кореи 2014;
  - двукратный серебряный призёр чемпионата Южной Кореи — 2009, 2013.
- победитель розыгрыша Кубка Южной Кореи 2013.
- чемпионка Пуэрто-Рико 2011.
- бронзовый призёр чемпионата Турции 2015.
- серебряный призёр розыгрыша Кубка России 2016;
- двукратная чемпионка России — 2017, 2020.
- победитель розыгрыша Кубка России 2019.
- бронзовый призёр чемпионата Италии 2018.
- серебряный призёр чемпионата Индонезии 2019.
- чемпионка Казахстана 2022.
- победитель розыгрыша Кубка Казахстана 2021.
- чемпионка США (PVF) 2024.

- победитель Лиги чемпионов ЕКВ 2015;
- чемпионка мира среди клубов 2015.

### Со сборными Доминиканской Республики
- 4-кратная чемпионка NORCECA — 2009, 2019, 2021, 2023;
  - двукратный серебряный (2011, 2013) и двукратный бронзовый (2005, 2007) призёр чемпионатов NORCECA.
- двукратная чемпионка Панамериканских игр — 2019, 2023;
  - бронзовый призёр Панамериканских игр 2015.
- 4-кратный победитель розыгрышей Панамериканского Кубка — 2008, 2014, 2016, 2022;
  - 6-кратный серебряный (2009, 2011, 2013, 2017, 2018, 2019) и двукратный бронзовый (2006, 2007) призёр Панамериканского Кубка.
- двукратная чемпионка Центральноамериканских и Карибских игр — 2006, 2014.
- чемпионка розыгрыша Кубка «Финал четырёх» 2010;
  - серебряный (2008) и бронзовый (2009) призёр Кубка «Финал четырёх».
- победитель розыгрыша Кубка чемпионов NORCECA 2015.
- серебряный призёр молодёжного чемпионата NORCECA 2006.

### Индивидуальные
- MVP и самая результативная молодёжного чемпионата NORCECA 2006[5].
- игрок года Доминиканской Республики 2007 и 2008.
- MVP чемпионатов Доминиканской Республики 2006 и Пуэрто-Рико 2011.
- символическая сборная чемпионатов Пуэрто-Рико 2007, Южной Кореи 2009 и Японии 2012.
- самая результативная чемпионата NORCECA 2007.
- самая результативная Панамериканского Кубка 2007.
- самая результативная Панамериканских игр 2007.
- лучшая нападающая и самая результативная Кубка «Финал четырёх» 2008.
- MVP и лучшая на подаче Панамериканского Кубка 2009[6].
- MVP чемпионата NORCECA 2011[7].
- самая результативная Панамериканских игр 2011.
- самая результативная и лучшая на подаче Кубка мира 2011.
- лучшая нападающая-доигровщица (одна из двух) чемпионата NORCECA 2013.
- лучшая нападающая-доигровщица (одна из двух) Панамериканского Кубка 2014.
- лучшая нападающая-доигровщица (одна из двух) Лиги чемпионов 2015.
- лучшая нападающая-доигровщица (одна из двух) Панамериканского Кубка 2017.
- MVP и лучшая нападающая-доигровщица (одна из двух) Панамериканских игр 2019.
- лучшая подающая чемпионата NORCECA 2019.
- лучшая нападающая-доигровщица (одна из двух) чемпионата NORCECA 2021.
- лучшая нападающая-доигровщица (одна из двух) Панамериканского Кубка 2022.

## Семья
Муж — Фермин Мехия Галан, в прошлом игрок национальной волейбольной сборной Доминиканской Республики. Сын — Фер Исайяс (р. 11 апреля 2010).